# Leucorchestris alexandrina
Leucorchestris alexandrina là một loài nhện trong họ Sparassidae.
Loài này thuộc chi Leucorchestris. Leucorchestris alexandrina được George Newbold Lawrence miêu tả năm 1966.